# جيمس موريسون (ممثل)
جيمس موريسون (بالإنجليزية: James Morrison)‏ (و. 1962  م) هو ممثل، وبواق (عازف)، وكاتب سيناريو، وعازف ساكسفون، وملحن، وعازف جاز، وعازف مترددة ‏، وعازف بيانو أسترالي، ولد في سيدني، يستخدم آلات ساكسفون، ومترددة، وبوق، وبيانو، بدأ مشواره المهني سنة 1983.

## التعليم
تعلم في المعهد الموسيقي لسيدني ‏، وتعلم في جامعة سيدني
.

## جوائز
حصل على جوائز منها:

الجائزة التذكارية للويس أرمسترونغ ‏ (2017)

## وصلات خارجية
- جيمس موريسون على موقع IMDb (الإنجليزية)
- جيمس موريسون على موقع ميوزك برينز (الإنجليزية)
- جيمس موريسون على موقع أول ميوزيك (الإنجليزية)
- جيمس موريسون على موقع ديسكوغز (الإنجليزية)
- جيمس موريسون على موقع قاعدة بيانات الفيلم (الإنجليزية)

- جيمس موريسون في قاعدة بيانات الأفلام على الإنترنت